# فريق البحار
فريق البحار (بالإنجليزية: Team Seas)‏ هي حملة جمع تبرعات تعاونية تم إنشائها بواسطة مستر بيست ومارك روبير بهدف إزالة 30 مليون رطل (13.6 مليون كجم) من نفايات المحيط بحلول نهاية عام 2021.